# Krater z Derveni
Krater z Derveni – umowna nazwa krateru wolutowego odkrytego w 1962 roku w grobie w Derveni niedaleko Salonik (Grecja). Naczynie pochodzące z okresu hellenistycznego (330–320 p.n.e.) wykorzystano w pochówku jako urnę.  
Bogato zdobiony krater główną dekorację ma umieszczoną na brzuścu naczynia. Scena figuralna ukazuje orszak (tiazos) Dionizosa: ukazano siedzącego boga, Ariadnę, satyrów i menady. Szyję naczynia dekorują wyobrażenia zwierząt, a poniżej wić winnej latorośli. Przy imadłach umieszczono (oddzielnie odlane) siedzące figurki kobiety i mężczyzny. Woluty zdobione są maskami brodatych mężczyzn.
Naczynie wykonano z pozłacanego brązu techniką repusowania i cyzelowania z nakładaniem części odlewanych; niektóre elementy ze srebra (np. apliki w postaci listków winorośli). Jego wysokość wynosi 90,5 cm przy wadze 40 kg. Datę powstania krateru określa się na drugą połowę IV wieku p.n.e. Obecnie eksponowany jest w Muzeum Archeologicznym w Salonikach.